# Nấm mồng gà
Cantharellus cibarius, thường được biết đến với tên chanterelle, hoặc girolle, là một loài nấm. Nó có lẽ là loài nổi tiếng nhất của chi Cantharellus, nếu không phải là toàn bộ họ Cantharellaceae. Loài nấm này có màu da cam hoặc màu vàng, nhiều thịt và hình phễu. Trên bề mặt thấp hơn, bên dưới nắp nhẵn, nó có mép giống như các rặng núi chạy xuống thân của nó, mà dốc xuống liền mạch từ nắp của cây nấm. Nó phát ra mùi thơm trái cây, gần giống mùi trái mơ và vị ớt nhẹ nhàng (nên có tên tiếng Đức là Pfifferling) và được coi là một loại nấm ăn ngon.

## Hóa sinh
Nấm mồng gà tương đối giàu vitamin C (0,4 mg/g cân nặng lúc tươi), và rất giàu kali (khoảng 0,5%, cân nặng tươi), và là một trong những nguồn thức ăn giàu vitamin D nhất được biết đến, với ergocalciferol (vitamin D2) nhiều bằng 212 IU/100 gam cân nặng tươi. Nghiên cứu khoa học đã đưa ra giả thuyết rằng nấm mồng gà vàng có thể có nhiều thành phần có tính chất trừ sâu vô hại với người mà lại bảo vệ cơ thể nấm chống lại côn trùng và các sinh vật gây hại khác.